# Opština Butel
Butel (makedonsky Бутел, albánsky Butel) je jedna z deseti opštin, které tvoří hlavní město Skopje v Severní Makedonii. Opština má vlastní soud a starostu. 

## Geografie
Opština Butel se rozkládá na severní a severovýchodní části města Skopje, nedaleko moderního centra. Rozprostírá se i v okolí hory Skopska Crna Gora. Na jihovýchodě sousedí s opštinou Gazi Baba, na jihu s opštinou Čair, na jihozápadě s opštinou Karpoš, na severozápadě s opštinami Šuto Orizari a Čučer-Sandevo a na severovýchodě s opštinou Lipkovo.
Centrem opštiny je Butel, pod něj spadají další 4 vesnice – Ljubanci, Ljuboten, Radišani a Vizbegovo.

## Demografie
Podle sčítání lidu z roku 2021 žije v opštině 37 968 obyvatel. Etnickými skupinami jsou:
- Makedonci – 17 011 (44,8 %)
- Albánci – 14 095 (37,12 %)
- Turci – 1 314 (3,46 %)
- Bosňáci – 1 133 (2,98 %)
- Srbové – 606 (1,6 %)
- Romové – 501 (1,32%)
- ostatní a neuvedené – 3 308 (8,72 %)